# Apechoneura atlantica
Apechoneura atlantica là một loài tò vò trong họ Ichneumonidae.